# Transporte sustancias infecciosas
Por diversas razones, las sustancias infecciosas deben ser transportadas dentro y fuera de los países. Es responsabilidad de los expedidores asegurarse de que las condiciones de embalaje/envasado y envío cumplen la reglamentación vigente, a fin de preservar la integridad de los materiales y facilitar la entrega a tiempo en su destino. 
Las muestras de personas y animales se recogen y envían por diversas razones, como investigación de enfermedades, estudios clínicos, estudios de vigilancia, análisis antidopaje, análisis sistemáticos, etc. Todos los días hay expedidores que consignan el transporte, ya sea de forma habitual u ocasional, de sustancias infecciosas. Son ejemplos de expedidores la industria farmacéutica, los centros de atención de salud, los laboratorios de diagnóstico e investigación, los médicos, y pacientes particulares.
Con independencia del estado de infección que se presuma del paciente, las muestras de origen humano y animal deben embalarse/envasarse y transportarse de forma tal que quienes intervienen en el transporte queden protegidos del riesgo de infección, o al menos reducir este riesgo al mínimo.
La Guía de la OMS sobre la reglamentación relativa al transporte de sustancias infecciosas proporciona información para la identificación, clasificación, marcado, etiquetado, embalaje, documentación y refrigeración para el transporte de sustancias infecciosas y asegurar su envío.

## 
- Sustancia infecciosa: Son aquellas respecto de las cuales se sabe, o se cree fundadamente, que contienen agentes patógenos, entendiendo estos como microorganismos (bacterias, virus, parásitos, hongos,…) y otros agentes, tales como priones, que pueden causar enfermedades en los animales o en los seres humanos.

- Desecho médicos o clínicos: Los desechos médicos o clínicos son los desechos derivados del tratamiento médico de animales o de seres humanos, o bien de la investigación biológica.

- Muestras de pacientes: Son sustancias de origen humano o animal, obtenidas directamente de seres humanos o animales, que incluyen, entre otras cosas, excreciones, secreciones, sangre y sus componentes, tejidos y fluidos tisulares y partes del cuerpo transportados con fines de estudio, diagnóstico, investigación, y tratamiento y prevención de enfermedades.

- Productos biológicos: Son aquellos productos obtenidos de organismos vivos que se elaboran y distribuyen conforme a las prescripciones de las autoridades nacionales competentes, que pueden tener exigencias especiales en materia de licencias, y se utilizan con fines de prevención, tratamiento, o diagnóstico en seres humanos y animales, o con fines de desarrollo, experimentación o investigación conexos. Se incluyen entre ellos productos acabados o inacabados como las vacunas.

## Clasificación
Las sustancias infecciosas se dividen en las categorías siguientes:

### Categoría A
Todas aquellas sustancias que, al exponerse a ellas, son capaces de causar una incapacidad permanente, poner en peligro la vida o constituir una enfermedad mortal para seres humanos o animales previamente sanos.
- Si causan enfermedades a humanos y/o animales se asignarán al n.º UN 2814“INFECTIOUS SUBSTANCES AFFECTING HUMANS (SUSTANCIAS INFECCIOSAS QUE AFECTAN A LOS SERES HUMANOS)”
- Si causan enfermedades sólo a animales se asignarán al n.º UN 2900 “INFECTIOUS SUBSTANCES AFFECTING ANIMALS (SUSTANCIAS INFECCIOSAS QUE AFECTAN A LOS ANIMALES únicamente)”

### Categoría B
Todas aquellas sustancias infecciosas que no cumplen con los criterios para su inclusión en la categoría A. Se asignarán al n.º UN 3373 “BIOLOGICAL SUBSTANCE; CATEGORY B (SUSTANCIA BIOLÓGICA, CATEGORÍA B)”

### Exenciones
No están sujetas a la reglamentación sobre transporte de mercancías peligrosas, a menos que cumplan los criterios para su inclusión en otra clase, aquellas sustancias que:
- No contengan sustancias infecciosas
- Contengan microorganismos no patógenos,
- Cuyos patógenos han sido neutralizados o inactivados
- Sean muestras ambientales (incluidas muestras de alimentos y agua) que se considere que no presentan riesgos para la salud
- Gotas de sangre seca sobre material absorbente o las muestras de detección de sangre en materias fecales
- Sangre para transfusiones o preparación de productos sanguíneos, y los productos sanguíneos y tejidos y órganos para trasplante
- Son muestras de seres humanos o animales (muestras de pacientes) que presentan un riesgo mínimo de contener agentes patógenos no están sujetas si son transportadas en un envase antifugas y en el que figurará la indicación “Exempt human specimen (Muestra humana exenta)” o “ Exempt animal specimen (Muestra animal exenta)” y cuyo embalaje/envasado debe cumplir el sistema de Triple embalaje,
- No es probable que causen enfermedades en seres humanos o animales

## Preparación general de envíos para su transporte
Dado que los peligros que presentan las sustancias infecciosas de categoría A (UN 2814 y UN 2900) y las sustancias infecciosas de categoría B (UN 3373) son diferentes, también lo son los requisitos relativos al embalaje/envasado, etiquetado y documentación correspondientes a una y otra categoría. 
Los expedidores de sustancias infecciosas habrán de asegurarse de que los embalajes/envases se preparan de modo tal que llegan a su destino en buen estado y no presentan peligro alguno para las personas o los animales durante su transporte.

### Sistema básico de embalaje/envasado triple
Este sistema de embalaje/envasado, que deberá utilizarse para todas las sustancias infecciosas, comprende las tres capas siguientes: 

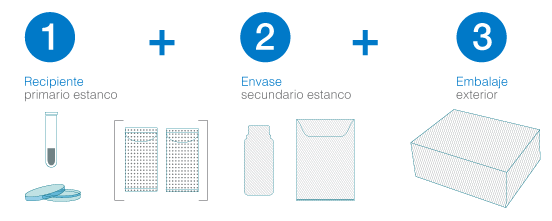
Sistema de triple embalaje para envío de muestras infecciosas

- Recipiente primario. Un recipiente impermeable y estanco que contiene la muestra. El recipiente se envuelve en material absorbente suficiente para absorber todo el fluido en caso de rotura.

- Embalaje/envase secundario. Un segundo embalaje/envase estanco, impermeable y duradero que encierra y protege el recipiente o recipientes primarios. Se pueden colocar varios recipientes primarios envueltos en un embalaje/envase secundario, pero se deberá usar suficiente material absorbente para absorber todo el fluido en caso de rotura.

- Embalaje/envase exterior. Los embalajes/envases secundarios se colocan en embalajes/envases exteriores de expedición con un material amortiguador adecuado. Los embalajes/envases exteriores protegen el contenido de los elementos exteriores, como daños físicos, mientras el bulto se encuentra en tránsito. Ninguna de las caras del embalaje/envase exterior tendrá dimensiones inferiores a 10 × 10 cm.

## Requisitos de embalaje/envasado, etiquetado y documentación

### Sustancias infecciosas de categoría A
Las sustancias infecciosas de la categoría A solamente pueden ser transportadas en embalajes/envases que cumplan las especificaciones correspondientes ala clase 6.2 de Naciones Unidas y la Instrucción de Embalaje P620.
El recipiente primario o el embalaje/envase secundario deberán ser capaces de resistir una diferencia de presión no inferior a 95 kPa. La marca de embalaje tipificada de las Naciones Unidas en sí misma no indica que el embalaje/envase haya sido sometido a pruebas, y los usuarios del mismo deberían consultar a sus proveedores si el embalaje/envase preparado para su expedición cumple este requisito. 
- Marcación: Cada paquete mostrará, claramente visible en el embalaje exterior o en el sobreembalaje, la información siguiente acerca de su contenido, peligros y normativas aplicadas:

- el nombre y la dirección del expedidor (remitente, consignador)
- el número de teléfono de una persona responsable e informada acerca del envío
- el nombre y la dirección del destinatario (consignatario)
- el número UN seguido de la designación oficial de transporte [UN 2814 «INFECTIOUS SUBSTANCES AFFECTING HUMANS» (SUSTANCIAS INFECCIOSAS QUE AFECTAN AL SER HUMANO) o UN 2900 «INFECTIOUS SUBSTANCES AFFECTING ANIMALS» (SUSTANCIAS INFECCIOSAS QUE AFECTAN A LOS ANIMALES), según proceda].
- requisitos relativos a la temperatura de almacenamiento (optativo)
- cuando se utilice hielo seco o nitrógeno líquido: el nombre técnico del refrigerante, el número UN pertinente y la cantidad neta.
- Etiquetado: Existen dos tipos de etiquetas:

- Etiquetas de peligro, con forma de cuadrado orientado en un ángulo de 45° (romboides), requeridas para la mayoría de las mercancías peligrosas de todas las clases;
- Etiquetas de manipulación, de diversas formas, requeridas, ya sea aisladas o junto con las etiquetas de peligro, para algunas mercancías peligrosas. Se fijarán al exterior de todos los paquetes destinados a la expedición de mercancías peligrosas (excepto los sujetos a exenciones específicas) una o más etiquetas de peligros específicos.
- Documentación: Se requieren los siguientes documentos de expedición.

Elaborados y firmados por el expedidor: 
- para transporte aéreo: declaración de mercancías peligrosas del expedidor
- una lista de empaque (o de embarque) o factura proforma en la que se indique la dirección del destinatario, el número de paquetes y una descripción de su contenido, indicando su peso y valor
- un permiso o declaración (o ambos) de importación o exportación, o ambos, si fuera preciso.
Documentos que debe cumplimentar el expedidor o su agente: 
- un conocimiento de embarque aéreo, para el transporte aéreo, o documentos equivalentes, para los envíos por carretera, tren y mar.

### Sustancias infecciosas de categoría B
También se aplica el sistema de embalaje/envasado triple, incluso para el transporte local por superficie. No obstante, no es necesario aportar documentos relativos a los análisis. Pueden obtenerse embalajes localmente, en lugar de recurrir a un proveedor autorizado, siempre que el fabricante del embalaje y el expedidor puedan cumplir plenamente los requisitos de la Instrucción de Embalaje P650. 
Para garantizar la correcta disposición para el transporte, los fabricantes de embalajes/envases y los distribuidores de estos productos deberán proporcionar al consignador o a la persona que prepara el embalaje/envase (por ejemplo, un paciente) instrucciones claras acerca del modo correcto de llenarlo y cerrarlo.
Si se cumplen todos los requisitos establecidos en la Instrucción de embalaje/envasado P650, no se establecen requisitos de transporte adicionales. La Instrucción P 650 comprende todos los requisitos necesarios para el envío de sustancias infecciosas de categoría B.
- Marcado: En cada paquete se expondrá la información siguiente:

- para transporte aéreo: el nombre, la dirección y el número de teléfono del expedidor (remitente, consignador)
- para transporte aéreo: el número de teléfono de una persona responsable e informada acerca del envío
- el nombre, la dirección y el número de teléfono del destinatario (consignatario)
- la designación oficial de transporte («BIOLOGICAL SUBSTANCE, CATEGORY B» o SUSTANCIA BIOLÓGICA, CATEGORÍA B) junto a la marca romboide mostrada en la figura
- requisitos relativos a la temperatura de almacenamiento (optativo).
Para los envíos de sustancias infecciosas de categoría B se utiliza la marca que se muestra en la figura 

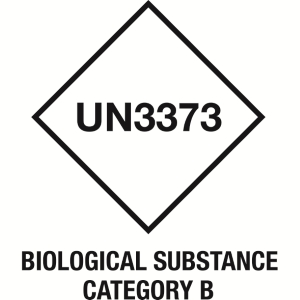
UN 3373 Biological substance category B

- Documentación: No se requieren documentos de mercancías peligrosas (incluida una declaración del expedidor) para las sustancias infecciosas de categoría B. Se requieren los siguientes documentos de expedición.

Documentos que debe cumplimentar y firmar el expedidor (remitente, consignador): 
- para envíos internacionales: una lista de empaque (o de embarque) o factura proforma en la que se indiquen las direcciones del expedidor y del destinatario, el número de paquetes y la descripción de su contenido, indicando su peso y valor (nota: si los productos enviados son gratuitos, deberá aparecer la declaración «sin valor comercial»)
- un permiso o declaración de importación o exportación, o ambos, si fuera preciso.
Documentos que debe cumplimentar el expedidor o su agente: 
- un conocimiento de embarque aéreo, para el transporte aéreo, o documentos equivalentes, para los envíos por carretera, tren y mar.

## Transporte
Es responsabilidad del expedidor garantizar la correcta clasificación, embalaje/envasado, etiquetado y documentación de todas las sustancias infecciosas destinadas a ser transportadas.
- El expedidor (remitente, consignador)

- Organiza el envío de antemano con el transportador, para garantizar que se aceptará el envío para su transporte adecuado y que el envío se realizará por la ruta más directa
- Prepara la documentación necesaria, incluidos los permisos y los documentos de despacho y expedición
- Notifica al destinatario las disposiciones relativas al transporte, una vez adoptadas, con la antelación suficiente antes de llegada prevista del envío.
- El transportador

- Asesora al remitente en las cuestiones relativas al cumplimiento de los documentos e instrucciones de expedición
- Asesora al remitente acerca del embalaje/envasado correcto
- Mantiene y archiva la documentación relativa a la expedición y el transporte.
- El destinatario (consignatario)

- Obtiene la autorización o autorizaciones de las autoridades nacionales necesarias para la importación del material
- Proporciona al consignador el permiso o permisos de importación y la carta o cartas de autorización precisos, así como otros documentos que pudieran exigir las autoridades nacionales
- Concierta la recogida del material a su llegada con la máxima puntualidad y eficiencia
- Debería notificar al remitente la recepción del envío.
Los envíos no deberían despacharse hasta que: 
- El remitente, el transportador y el destinatario hayan acordado la organización previa del envío
- Las autoridades nacionales hayan confirmado al consignador que la exportación del material es legal
- El destinatario haya confirmado con sus autoridades nacionales que puede importarse legalmente el material.
- El destinatario haya confirmado que la entrega del paquete a su destino no sufrirá retrasos

## Envases y embalajes

### ¿Cómo debe ser un contenedor?
Ambas instrucciones de embalaje se basan en el triple embalaje y le asignan a cada elemento diferentes propiedades:
| COMPONENTES                            | INSTRUCCIÓN DE EMBALAJE P620                                                                                                  | INSTRUCCIÓN DE EMBALAJE P650                                                                                                  | EXENCIÓN ADR (según 2.2.62.1.5.6)                                                                                             |
| -------------------------------------- | --- | --- | --- |
| RECIPIENTE PRIMARIO (tubo/placa)       | Estanco con sistema de fijación en el tapón / Resistente a presión interna diferencial de 95 kPa entre -40 °C y +55 °C        | Estanco / Que soporte la prueba de *presión interna de 95 kPa a temperatura ambiente                                          | Estanco |
| ABSORBENTE                             | Si la muestra es líquida, entre primario y secundario en cantidad suficiente para absorber la totalidad del líquido contenido | Si la muestra es líquida, entre primario y secundario en cantidad suficiente para absorber la totalidad del líquido contenido | Si la muestra es líquida, entre primario y secundario en cantidad suficiente para absorber la totalidad del líquido contenido |
| ENVASE SECUNDARIO (bolsa, bote o caja) | Estanco / Que soporte la prueba de presión interna diferencial de 95 kPa entre -40 °C y +55 °C                                | Estanco / Rígido de no serlo el exterior / Que soporte la prueba de presión interna de 95 kPa a temperatura ambiente          | Estanco |
| EMBALAJE EXTERIOR O TERCIARIO          | Rígido / Tamaño mínimo de 100x100mm                                                                                           | *Rígido de no serlo el secundario/ Tamaño mínimo de 100x100mm                                                                 | Suficientemente robusto para el trasiego / Tamaño mínimo de 100x100mm                                                         |

- *Presión interna: Esta característica puede cumplirla tanto el contenedor primario como el secundario, teniendo la precaución de que si en la certificación es el primario el que la cumple, el proveedor tiene la obligación legal de suministrar también el envase con ese primario, es decir, el embalaje completo.
- *Rígido: o bien el secundario o bien el exterior han de ser rígidos pero no tienen que serlo ambos.

Pruebas:
| TIPO DE EMBALAJE PRUEBA                                    | EMBALAJE PARA CATEGORÍA A (Cap. 6.3 ADR)                  | EMBALAJE PARA CATEGORÍA B                                    | EMBALAJE PARA MUESTRA EXENTA |
| ---------------------------------------------------------- | --------------------------------------------------------- | ------------------------------------------------------------ | ---------------------------- |
| Caída                                                      | Desde 9 m                                                 | Desde 1,2 m                                                  | No                           |
| Aspersión de agua                                          | SI, si el exterior es de cartón                           | SI, si el exterior es de cartón                              | No                           |
| Apilamiento                                                | Si                                                        | No                                                           | No                           |
| Perforación                                                | Si                                                        | No                                                           | No                           |
| Presión interna de recipiente primario o envase secundario | Presión interna diferencial de 95 kPa entre -40 °C/+55 °C | Presión interna diferencial de 95 kPa a temperatura ambiente | No                           |

### Reutilización de materiales de embalaje/envasado
Los embalajes/envases utilizados para el transporte pueden reutilizarse. Si los expedidores tienen previsto reutilizar un embalaje/envase, este debe ser debidamente desinfectado. Antes de reutilizar un embalaje/envase, el expedidor debe asegurarse de que todas las marcas y etiquetas son las oportunas para las sustancias que efectivamente se transportan. Si el expedidor tiene intención de enviar un embalaje/envase vacío, todas las marcas y etiquetas no pertinentes deben retirarse o taparse.

### Transporte de embalajes/envases vacíos
Antes de devolver un embalaje/envase vacío al expedidor, o de enviarlo a otro lugar, debe ser debidamente desinfectado o esterilizado para anular todo peligro. Toda etiqueta o marca que indique que contuvo una sustancia infecciosa debe retirarse o taparse. 

## Incidentes

### Notificación de incidentes
Los diversos reglamentos internacionales de transporte establecen el requisito de notificar los incidentes a las autoridades competentes en asuntos de transporte además de a las autoridades de salud pertinentes. La notificación debe realizarse cuando el incidente afecta a cualquiera de las dos categorías de sustancias infecciosas, pero sobre todo si afecta a las de categoría A. 

### Procedimientos de limpieza de derrames
La respuesta adecuada en caso de exposición a cualquier sustancia infecciosa es lavar o desinfectar la zona afectada lo antes posible, con independencia de cuál sea el agente infeccioso. Incluso si una sustancia infecciosa entra en contacto con piel dañada, si la zona afectada se lava con agua y jabón o con una solución antiséptica puede reducirse el riesgo de infección. Debe consultarse a un médico siempre que se sospeche la exposición a sustancias infecciosas por un paquete dañado. El siguiente procedimiento de limpieza puede utilizarse para derrames de todo tipo de sustancias infecciosas, incluida la sangre.
1.Utilice guantes, ropa de protección y protección facial y ocular, en caso indicado.
2.Cubra el derrame con un paño o con toallas de papel para que no se extienda.
3.Vierta un desinfectante adecuado sobre el paño o las toallas de papel y la zona circundante (las soluciones de lejía al 5% son, por lo general, adecuadas, pero en los derrames producidos en aviones deben usarse desinfectantes de amonio cuaternario).
4.Aplique el desinfectante comenzando por el margen exterior de la zona afectada por el derrame y avanzando de forma concéntrica hacia el centro.
5.Transcurridos unos 30 minutos, retire los materiales. Si hay vidrio roto u otros objetos punzantes, recoja los materiales con un recogedor o un trozo de cartón rígido y deposítelos en un envase resistente a las perforaciones para su eliminación.
6.Limpie y desinfecte la zona afectada por el derrame(en caso necesario, repita los pasos 2 a 5).
7.Deshágase de los materiales contaminados depositándolos en un envase para eliminación de desechos estanco y resistente a las perforaciones.
8.Tras la desinfección efectiva, notifique el incidente a la autoridad competente e informe de que el lugar ha sido descontaminado (véase el apartado siguiente, Notificación de incidentes).
Puede obtenerse información detallada sobre desinfectantes y su uso recomendado en el Manual de bioseguridad en el laboratorio, tercera edición, Ginebra, Organización Mundial de la Salud, 2005 Archivado el 23 de febrero de 2014 en Wayback Machine..

## Legislación

### Legislación internacional
- Transporte por ferrocarril

El Reglamento relativo al Transporte Internacional de Mercancías Peligrosas por Ferrocarril (RID), de aplicación en Oriente Medio, Norte de África y en el transporte interior en la Unión Europea según la Directiva 96/49/CEE del Consejo.
- Transporte por carretera

El Acuerdo Europeo sobre Transporte Internacional de Mercancías Peligrosas por Vía Terrestre (ADR), de aplicación en 40 países, además de la aplicación de versiones modificadas en países de América del Sur y Asia Sudoriental. De aplicación en el transporte interno en la Unión Europea según la Directiva 94/55/CE del Consejo.
- Transporte marítimo

El Código Internacional Marítimo de Mercancías Peligrosas publicado por la Organización Marítima Internacional (OMI), de obligado cumplimiento para los 155 firmantes del Convenio Internacional para la Seguridad de la vida humana en el mar (SOLAS)
- Envíos postales

El manual del correo postal (Letter post manual) publicado por la Unión Postal Universal (UPU) refleja las recomendaciones de las Naciones Unidas utilizando las disposiciones de la OACI como base para los envíos.

### Legislación española
El ADR regula el embalaje, documentación y demás aspectos del transporte por carretera de las mercancías peligrosas, incluyendo la carga, descarga y almacenamiento de las mismas, sea el transporte internacional o no. Un aspecto importante es la determinación de las obligaciones y responsabilidades de cada uno de los intervinientes en las operaciones para procurar evitar daños a las personas y cosas, así como proteger al medio ambiente (Capítulo 1.4).
Junto al Acuerdo, la legislación nacional está muy influida por la europea (de hecho, varias normas son fruto de la transposición de directivas europeas) y básicamente se resume en cuatro normas.
- Ley 16/1987 de 30 de julio, de ordenación de los transportes terrestres. La Ley (o LOTT), afecta al transporte por carretera o vías férreas, de mercancías o pasajeros. En su artículo 66.2 (Clasificación en transportes ordinarios y especiales) indica que los transportes de mercancías peligrosas serán considerados especiales y sometidos a normativa específica ADR.
- Real Decreto 1211/1990 de 28 de septiembre, por el que se aprueba el Reglamento de la Ley de Ordenación de los Transportes Terrestres.
- Real Decreto 551/2006 de 5 de mayo, por el que se regulan las operaciones de transporte de mercancías peligrosas por carretera en territorio español. En su primer artículo deja claro que el ADR no sólo se aplicará a transporte internacional, sino al realizado íntegramente en España. Además, complementa el ADR, por ejemplo, la explicación de cómo se comprobará que un embalaje cumple lo previsto por el ADR.
- Real Decreto 1566/1999 de 8 de octubre, sobre los consejeros de seguridad para el transporte de mercancías peligrosas por carretera, por ferrocarril o por vía navegable. Recoge la obligación de tener consejero de seguridad en la empresa.